# City Of Surprise Women's Open
Il City Of Surprise Women's Open è un torneo professionistico di tennis giocato su campi in cemento. Fa parte dell'ITF Women's Circuit. Si gioca annualmente a Surprise negli Stati Uniti.

## Albo d'oro

### Singolare
| Anno | Campionessa               | Finalista         | Punteggio            |
| ---- | ------------------------- | ----------------- | -------------------- |
| 2008 | Sesil Karatančeva         | Angela Haynes     | 6-2, 4-6, 6-4        |
| 2010 | Abigail Spears            | Kurumi Nara       | 6–1 6–2              |
| 2011 | Mónica Puig               | Lenka Wienerová   | 6-4, 6-0             |
| 2012 | Michelle Larcher de Brito | Claire Feuerstein | 6–1, 6–3             |
| 2013 | Tara Moore                | Louisa Chirico    | 6–3, 6–1             |
| 2014 | Jovana Jakšić             | Tamira Paszek     | 4–6, 7–6(15–13), 7–5 |

### Doppio
| Anno | Campionesse                      | Finaliste                              | Punteggio        |
| ---- | -------------------------------- | -------------------------------------- | ---------------- |
| 2008 | Carly Gullickson Shenay Perry    | Maria Fernanda Alves Betina Jozami     | 6-4, 7-5         |
| 2010 | Ji Chun-Mei Xu Yi-Fan            | Christina Fusano Courtney Nagle        | 5–7 6–2 [10–5]   |
| 2011 | Shūko Aoyama Remi Tezuka         | Mervana Jugić-Salkić Tetjana Lužans'ka | 6-3, 6-1         |
| 2012 | Maria Sanchez Yasmin Schnack     | Mihaela Buzărnescu Valerija Solov'ëva  | 6–4, 6–3         |
| 2013 | Samantha Crawford Sachia Vickery | Emily J. Harman Xu Yifan               | 6–3, 3–6, [10–7] |
| 2014 | Shūko Aoyama Eri Hozumi          | Sanaz Marand Ashley Weinhold           | 6–3, 7–5         |